# Luís Campos e Cunha

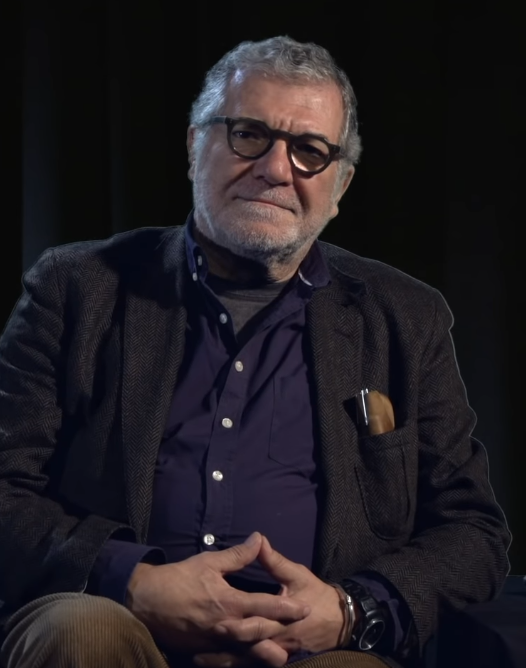
Luís Campos e Cunha

Luís Manuel Moreira Campos e Cunha (* 1954), meist nur Luís Campos e Cunha, ist ein portugiesischer Politiker und Wirtschaftswissenschaftler.

## Leben
Luís Campos e Cunha wurde 1954 geboren, 1977 schloss er das Studium der Wirtschaftswissenschaften an der Lissabonner Katholischen Universität ab. Als Fulbright-Teilnehmer studierte er zwischen 1980 und 1985 an der Columbia University in New York, wo er sich 1985 im Bereich Internationale Wirtschaft promovierte. Seit 1985 doziert er regelmäßig an der Wirtschaftsfakultät der Neuen Universität in Lissabon, zeitweise auch an der Katholischen Universität. Seit 1995 ist er habilitiert.
1996 und 2002 hatte Campos e Cunha die Funktion des stellvertretenden Vorsitzenden der Portugiesischen Nationalbank (Banco de Portugal) inne. Ebenso vertrat er den portugiesischen Staat zwischen 1998 und 2002 im Ausschuss für internationale Beziehungen der Europäischen Zentralbank. Nach dem Sieg der Sozialistischen Partei in den Portugiesischen Parlamentswahlen im März 2005 berief ihn Premierminister José Sócrates zum Finanz- und Staatsminister. Von dieser Aufgabe trat er nach etwa vier Monaten aus persönlichen Gründen zurück, der ehemalige Präsident der Börsenaufsicht Fernando Teixeira dos Santos trat seine Nachfolge an.
Campos e Cunha ist verheiratet und hat drei Kinder.